# 李賢 (北周)
李 賢（り けん、502年 - 569年）は、北魏末から北周にかけての軍人。字は賢和。弟は李遠・李穆。本貫は隴西郡成紀県であり、唐皇李氏と同じ漢人の名門貴族・隴西の李氏を称していたが、近年の考古学的発掘により、出自を詐称しており、鮮卑拓跋であることが確定している。

## 経歴
李文保の子として生まれた。9歳で師について学問を受けたが、概略を理解するだけで、細かい章句の意味を尋ね求めようとはしなかった。14歳のときに父が死去したため、自ら弟たちの面倒をみて、育て上げた。
北魏の永安年間、万俟醜奴が岐州・涇州で反乱を起こすと、北魏の孝荘帝は爾朱天光を派遣して万俟醜奴を撃破させた。万俟醜奴の将の万俟道洛・費連少渾らは原州を占拠していたが、万俟醜奴がすでに敗北したことを知らなかった。爾朱天光は万俟道洛を討つべく李賢を先発させた。万俟阿宝が官軍に敗れて帰順してきたため、李賢は万俟阿宝を万俟醜奴の偽の使者に仕立てて、万俟道洛らに万俟醜奴の勝利を告げさせ、原州の守備は万俟阿宝に任されたとし、万俟道洛らには原州を出立するよう求めた。万俟道洛らはこの偽報を信じて原州から出立すると、爾朱天光がその隙に乗じて原州を占領した。万俟道洛は部下6000人を率いて牽屯山に逃げ延びた。ときに原州は日照りにあって水草に乏しかったため、爾朱天光は城東50里のところまで退却して、馬を放牧し兵を休ませた。爾朱天光は都督の長孫邪利を行原州事とし、李賢を原州主簿に任じた。万俟道洛は爾朱天光の退却に乗じて再び現れ、原州城内の反乱兵と呼応して州城に入り、長孫邪利を殺害した。李賢が郷里の人とともに抗戦したため、万俟道洛は退却した。
また達符顕らの反乱軍が原州の州城を包囲すると、李賢は間道を通って雍州に赴き、爾朱天光に救援を求めた。爾朱天光が応諾すると、李賢は原州に取って返した。州城は反乱軍の陣営に四面を包囲されていたため、入城の手だてがなかった。そこで夕方になると、李賢は薪を背負い、反乱軍に協力している樵夫たちと一緒に城下に近づいた。城中から布が垂らされて、李賢はこれにつかまって城壁を上っていった。反乱軍が気づいて、弓弩を乱発したが、矢は当たらなかった。李賢は無事に入城して、救援の大軍がやってくることを知らせた。反乱軍もこの報を聞いて、退却した。李賢は威烈将軍・殿中将軍・高平県令に累進した。
534年（永熙3年）、賀抜岳が侯莫陳悦に殺害されると、宇文泰は侯莫陳悦を討つべく西征した。李賢は弟の李遠や李穆らとともに侯莫陳崇に従い、都督に任じられた。宇文泰の軍が秦州まで進軍し、侯莫陳悦が城を棄てて逃走すると、宇文泰は兄の子の宇文導に兵を与えて侯莫陳悦を追わせ、李賢は宇文導の下で先鋒をつとめた。李賢は400里あまりも追撃して、馬上で流れ矢を受けて重傷を負った。牽屯山に到達すると、侯莫陳悦は自ら縊死して果てた。李賢は功績により持節・撫軍大将軍・都督に任じられた。
孝武帝が関中に入るにあたって、李賢は宇文泰の命を受けて騎兵を率いて孝武帝を迎え、護衛についた。孝武帝に従った山東出身者たちの多くは、関東に逃げ帰りたいと思っていたが、李賢が精鋭300をもって後ろを守ったため、離反脱落する者が出なかった。李賢は下邽県公に封じられ、まもなく左都督・安東将軍の位を受け、原州に帰って駐屯した。
536年（大統2年）、原州の民の豆盧狼が都督の大野樹児らを殺害して、州城を占拠して西魏にそむいた。李賢は豪傑を招集して、決死隊300人を編成し、これを二手に分けて、夜間に大音声を響かせながら州城に迫った。反乱軍は一戦して敗れ、豆盧狼は関を斬り破って逃走したが、李賢が軽装で3騎とともに追撃し、豆盧狼を斬った。李賢は原州長史に転じ、ほどなく弟の李遠の代理として行原州事をつとめた。
538年（大統4年）、莫折後熾が反乱を起こし、各地を荒らし回ったため、李賢は郷里の兵を率いて行涇州事の史寧とともにこの反乱を攻撃した。史寧が李賢の作戦に従わなかったため、史寧の部隊は潰走の危機に陥った。このころ李賢が数百騎を率いて莫折後熾の陣営を襲い、その妻子を捕らえ、輜重を奪った。莫折後熾は史寧と戦って勝利したことから、追撃に移ろうとしたが、李賢がやってきたと知って、史寧を無視して李賢と接戦した。李賢は手ずから十数人を斬り、6人を生け捕りにすると、反乱軍は敗れて、莫折後熾は単騎で逃走した。
542年（大統8年）、正式に原州刺史に任じられた。李賢は軍隊育ちであったため、行政事務に疎かったが、郷里をよく指導して、民政を安定させることができた。546年（大統12年）、独孤信の下で涼州に遠征して、張掖など5郡を帰順させて凱旋した。まもなく柔然が原州の州城を包囲し、周辺を略奪した。李賢は出戦を望んでいたが、大都督の王徳が逡巡して方針を決めかねていた。李賢が強く出戦を請うと、王徳は李賢の意見に従った。李賢の出兵を知ると、柔然は退却をはじめた。李賢は騎兵を率いてこれを追撃し、200人を斬り、100人を捕え、2万頭の家畜を鹵獲した。柔然に捕らえられていた原州の人々も解放された。李賢は使持節・車騎大将軍・儀同三司の位を受けた。550年（大統16年）、驃騎大将軍・開府儀同三司に進んだ。554年（恭帝元年）、爵位を河西郡公に進めた。555年（恭帝2年）、荊州の少数民族らが西魏の統治に反抗すると、開府の潘招が鎮圧に向かった。李賢は賀若敦とともに騎兵7000を率いて、別道から応援し、文子栄の反乱軍を撃破した。平州の北に汶陽城を築くと、ここに駐屯した。ほどなく郢州刺史をつとめた。ときに巴州・湘州が西魏の統治下に入ったばかりだったため、李賢が当地の諸軍を総監した。おおよその安定をみると、江夏の民2000戸あまりを安州に移して、甑山城を築くと凱旋した。
557年、北周が建国され、弟の李遠の子の李植が宇文護殺害に失敗して処断されると、李賢は甥の罪に連座して官爵を剥奪された。ほどなく使持節・車騎大将軍・儀同三司として復帰した。562年（保定2年）、官爵を戻され、瓜州刺史に任じられた。かつて武帝と斉王宇文憲が赤子だった頃、宮中を避けて李賢の家で保護養育され、6年して宮中に戻された経緯があった。このため武帝は李賢をたいへん尊重し、西巡すると李賢の邸に行幸し、多大な賜物を与えてその労に報いた。また李賢の子弟にも軍人として高位に上る者が多く現れた。
564年（保定4年）、武帝の東征が決定されたが、西方に空白が生まれて、羌や吐谷渾にその隙を突かれることが懸念されたため、李賢は使持節・河州総管・三州七防諸軍事・河州刺史に任じられた。李賢は河州で大規模に屯田を営み、食糧輸送の労を省いた。また多く斥候を出して、西方の諸民族の動向に備えた。565年（保定5年）、宕昌の梁弥定が洮州に侵入すると、李賢は洮州に総管府を置いて対処に当たった。河州総管は廃止され、李賢は代わって洮州総管・七防諸軍事・洮州刺史に任じられた。羌が石門戍を攻撃し、橋道を破壊して、援軍がやってこれないようにした。このため李賢は1000騎を率いて防御し、数百人を斬りまたは捕らえると、羌を撃退できた。羌が吐谷渾数千騎を引き連れて、再び侵入しようとした。李賢はこれを察知すると、隘路に伏兵して撃破した。西方の諸族は敗戦に懲りて、再び進攻してはこなくなった。まもなく洮州総管は廃止され、河州に総管府が戻されると、李賢は再び河州総管に任じられた。
後に長安に召還され、大将軍に任じられた。569年（天和4年）3月25日、長安で死去した。享年は68。使持節・柱国大将軍・大都督・涇原秦等十州諸軍事・原州刺史の位を追贈された。諡は桓といった。

## 家庭

### 妻
- 呉輝（510年 - 547年、呉洪願の娘、宇文氏の姓を賜って、長城郡君に封じられた）

### 男子
- 李端（字は永貴、開府儀同三司・司会中大夫・中州刺史、武帝による北斉平定戦に従軍し、鄴城で戦没した）
- 李吉（儀同三司）
- 李崇（字は永隆）
- 李孝軌（開府儀同大将軍・昇遷県伯）
- 李詢（上柱国・隴西郡公）
- 李諲
- 李綸
- 李孝忠
- 李孝礼
- 李孝依
- 李孝良
- 李抱罕

## 伝記資料
- 『周書』巻25 列伝第17
- 『北史』巻59 列伝第47
- 大周柱国河西公墓銘（李賢墓誌）
- 魏故李氏呉郡君之銘（李賢妻呉輝墓誌）